# Croissant-Bouillet
Croissant-Bouillet (en breton Kroaz Hent Bouilhed) est un village à cheval sur trois communes du Finistère : Concarneau, Trégunc et Melgven.

## Description
Le village de Croissant-Bouillet s'étire le long de la D 122, une route départementale menant de Concarneau à l'échangeur de Kerampaou qui permet d'accéder à la voie express RN 165 en direction de Lorient et Nantes. Cet axe routier à fort trafic (4 000 véhicules par jour) est jusqu'en 2015 non sécurisé, la moitié des véhicules y roulant à plus de 60 km/h. Un comité de défense des habitants réclame depuis des années l'aménagement de cet axe routier. Un projet est en cours pour faire de cette route une rue avec ralentisseurs, largeur réduite, feux tricolores, etc..
Ce village a vu sa population sensiblement augmenter ces dernières années en raison de la création de plusieurs lotissements.

## Histoire
Le 7 août 1944, un groupe de résistants du mouvement Vengeance attaque des soldats allemands à Kernaoulan en Nizon et cherche à empêcher une éventuelle attaque allemande contre Rosporden, qui vient d'être libérée par la Résistance, à partir des cantonnements allemands du Fresq et de Kerguirizit en Melgven : Yves Trichard est tué ce jour-là par une balle explosive allemande à Croissant-Bouillet.